# Oleander
Oleander es una banda de post-grunge de Sacramento, California. Su nombre se deriva de la adelfa de flores silvestres venenosos, que bordean las carreteras del norte de California. En sus nueve años de actividad, la banda lanzó cuatro álbumes de estudio en varias compañías discográficas. Su esfuerzo más exitoso de 1999 en February Son, incluye el éxito "Why I'm Here." El parón oficial de Oleander es después de la liberación y la promoción de su cuarto álbum, Joyride, en 2004. A partir de 2008, el grupo se ha reunido y está trabajando en material para un nuevo álbum.

## Historia de la banda

### 1995-2004
En 1989, el cantante y guitarrista Thomas Flowers conoció al bajista Doug Eldridge, ambos de los cuales eran empleados de un restaurante de Sacramento. Jugaron con varias bandas locales juntos antes de la reunión con el guitarrista Ric Ivanisevich que se unió a ellos en un ensayo. Una batería también se había establecido, dejando la posición a Fred Nelson Jr, un compañero de trabajo de Flowers y Eldridge. [1] El cuarteto se estableció formando Oleander en 1995 y pronto lanzó un EP homónimo en elindie label Fine Records. Esto sería seguido por un álbum de larga duración, Shrinking the Blob, en 1997.
La banda entonces dio su CD a un amigo que trabajaba en 98-Rock KRXQ que pasó al director del programa Curtiss Johnson. Después de obtener la aprobación de la banda, Johnson, quien anteriormente había ayudado al éxito de Gin Blossoms y los refrescos, comenzó a tocar dos de sus canciones en el aire. La canción "Down When I'm Loaded" poco a poco se convirtió en un éxito regional, y después de la apertura de Sugar Ray, Oleander fue abordado por un representante de Republic Records. Poco después, firmaron con Universal y comenzó la regrabación de su álbum de estudio de 1997.
Durante este tiempo, el extraordinario baterista de sesión Jonathan Mover fue reclutado en el estudio para grabar un nuevo disco y tocar en vivo para la primera etapa de esa gira. Nelson, más tarde se unió a la gira, pero posteriormente dejó la banda y fue reemplazado por Scott Devours. En 1999, lanzaron su primera producción discográfica titulada February Son. El álbum contiene los éxitos "Why I'm Here" y "I Walk Alone". El primero fue incluso presentado en la popular serie de televisión Dawson's Creek. En la promoción del álbum, Oleander también participó en Woodstock '99 y su música fue difundida en American Pie y Scary Movie. Las Fuerzas de American Forces Radio Network en Asia y Europa saltaron rápidamente a February Son, que dio lugar a un seguimiento rápido en el extranjero.
La banda lanzó su segundo álbum oficial, Unwind, en 2001. Su gran esfuerzo de segundo año de la etiqueta incluye la canción "Are You There?". "Champion" se convirtió en un tema sobre el sacrificio de los bomberos durante el 11 de septiembre de 2001 los ataques en Nueva York. Los beneficios obtenidos fuera de su único sería donado a la ayuda a las víctimas. Durante este tiempo, la canción "Bruised" fue presentado exclusivamente en American Pie 2. Además su música también fue destacado en el éxito de taquilla Spider-Man del 2002. RUnwind fue un éxito considerable, pero no pudo igualar la popularidad de los álbumes anteriores de la banda. También se elevó tanto críticas como elogios por su estilo musical más variado.
En 2002, Oleander separaron con Universal y se trasladó a Santuario. Su canción "Runaway Train" fue incluida en la película de Showtime Bang Bang You're Dead en noviembre de ese año. Un vídeo musical fue baleado y material incorporado de la película, que llevó al Parlamento Europeo Runaway Train. [3] En marzo de 2003, Oleander lanzaron su tercer álbum de grandes discográficas, Joyride. Considerado como un retorno a la recta hacia adelante, el enfoque de hard rock, el álbum incluía el sencillo marginalmente popular "Hands Off the Wheel." Oleander viajó a Vicenza, Italia en marzo y encabezó un especial concierto de bienvenida para la 173 ª Brigada Aerotransportada.
En noviembre de 2003, Devours el baterista emitió un comunicado anunciando que se iba de Oleander para unirse a la banda de Ima Robot. La decisión fue amistosa y, en 2004, la banda entró en un hiato no oficiales. Durante ese tiempo, el cantante Tomas Flowers comenzó a colaborar con la banda de Black Summer Crush. Más tarde le dijo a AlternativeAddiction.com "Recorrimos sin descanso, que había hecho todo lo que se nos pide cada vez más por las discográficas, y la rentabilidad está disminuyendo. Así que tomamos una decisión consciente para volver a la vida normal".

### 2008-presente
El 21 de mayo de 2008, se crea Oleander MySpace. El 6 de agosto de ese año, se informó que Black Summer Crush se había separado de su vocalista, inmediatamente corio el rumor de que Flowers podría reunirse con sus antiguos compañeros de adelfa. [4] La página oficial de MySpace también reveló una alineación de la banda como baterista Steve Brown, y enlaces a OleanderForums.net, un pequeño ventilador de gestión del sitio afirmando que el grupo fue reunido y está trabajando en un nuevo álbum. [5]
En abril de 2009, Facebook [6] y Twitter [7], las cuentas fueron creadas para Oleander, y la nueva información se dio a luz sobre supuesta reunificación de la banda, en AlternativeAddiction.com, Tomás Flowers reveló que a finales de 2008, comenzó a escribir nuevas canciones para adelfas y finalmente obtuvo el grupo en conjunto para el ensayo. "Acabó de tomar una guitarra y empecé a pensar en los chicos, y los lugares que hemos sido y la gente que he conocido, y la música que dejamos atrás. No era tan queda mucho que quería decir, y que Yo quería escribir ". En cuanto al estilo del nuevo material, él también explicó que "se reserva todos los elementos del pasado musical Oleander", pero también reflejan la banda "cuando [ellos] son hoy en día, tanto lírica, melódica y musicalmente". Flowers también expresó su deseo de terminar el disco antes de viajar a pesar de varias ofertas. [8]

## Miembros

### Actuales
- Flowers Thomas - voz, guitarra

- Doug Eldridge - bajo

- Ric Ivanisevich - guitarra

- Steve Brown - batería

### Anteriores
Fred Nelson Jr. - batería (1995 - 1998)
Jonathan Mover - batería y percusión (1999)
Devours Scott - batería (1999 - 2003)

## Discografía

### Álbumes
- Shrinking the Blob (July 29, 1997)

- February Son (February 23, 1999)

- Unwind (March 6, 2001)

- Joyride (March 4, 2003)

### EP
Oleander (1996)
Runaway Train EP (2002)

### Singles
1997-----"Down When I'm Loaded"-----Shrinking the Blob
1999-----"Why I'm Here"--------------------February Son
1999-----"I Walk Alone"---------------------February Son
2001-----"Are You There?"-----------------Unwind
2001-----"Champion"-------------------------Unwind
2003-----"Hands Off the Wheel"---------Joyride
- Datos: Q820600